# Herman Schell
Herman (eller Hermann) Schell (født 28. februar 1850 i Freiburg im Breisgau, død 31. maj 1906 i Würzburg) var en tysk katolsk teolog. 
Efter filosofiske og teologiske studier i sin fødeby og nogle års præstegerning blev han 1884 professor i apologetik og kristelig arkæologi, og i denne stilling forblev han til sin død og arbejdede på at forene den katolske kirkelære med moderne kultur og videnskab. 
Han udfoldede en flittig forfattervirksomhed: Katholische Dogmatik I—IV (1889—93); Die göttliche Wahrheit des Christentums I—II )1895—96), senere udgave under titlen Apologie des Christentums I—II (1901—05); Der Katholizismus als Prinzip des Fortschritts (1897, 7. oplag 1899); Die neue Zeit und der alte Glaube (2. oplag 1898); Das Problem des Geistes (2. oplag 1898).
Hans udvikling førte ham efterhånden så vidt i retning af reformkatolicisme, at nogle af hans bøger 1898 kom på index, og han måtte "underkaste sig"; 1903 udgav han en skildring af Jesu liv Christus, hvori han ængsteligt undgik enhver form for bibelkritik.